# High on Emotion
Singles de Chris de Burgh
I Love the Night
(1984) Man on the Line
(1984)
High on Emotion est une chanson du chanteur britannico-irlandais Chris de Burgh, sortie le 16 avril 1984 chez A&M Records comme premier single de son album Man on the Line. Elle est écrite et composée par Chris de Burgh. 
La chanson rencontre un succès international, se classant notamment dans le top 10 en Irlande et en Suisse et à la 44e place du classement britannique et du Billboard Hot 100 américain,. En France, c'est le plus grand succès du chanteur, ayant atteint la 4e place lors de la première édition du Top 50.

## Liste des pistes
| A. | High on Emotion     | 3:59 |
| B. | Much More Than This | 2:59 |

## Crédits
- Chris de Burgh – chant, chœurs, guitare acoustique
- Phil Palmer – guitare électrique
- Rupert Hine – claviers, synthesiséurs, chœurs, arrangements orchestraux, production
- Stephen W. Tayler – ingénieur du son
- Andrew Scarth – ingénieur du son adjoint
- Frank DeLuna – mastering
- Brian Griffin – photographie
- Michael Ross – direction artistique
- Dave Margereson – direction artistique (assistant)
- Simon Adamczewski et Jerry Williams – conception

Crédits adaptés du livret de l'album.

## Classements
| Classement (1984–85)                 | Meilleure position |
| ------------------------------------ | ------------------ |
| Afrique du Sud (Springbok Top 20)    | 17                 |
| Allemagne de l'Ouest (Media Control) | 12                 |
| Australie (Kent Music Report)        | 91                 |
| Autriche (Ö3 Austria Top 40)         | 12                 |
| Canada (Top Singles)                 | 27                 |
| États-Unis (Hot 100)                 | 44                 |
| États-Unis (Mainstream Rock)         | 3                  |
| États-Unis (Cash Box Top 100)        | 44                 |
| Europe (European Top 100)            | 22                 |
| France (SNEP)                        | 4                  |
| Irlande (IRMA)                       | 5                  |
| Pays-Bas (Nationale Hitparade)       | Tip                |
| Royaume-Uni (UK Singles Chart)       | 44                 |
| Suisse (Schweizer Hitparade)         | 5                  |

| Classement (1984)            | Position |
| ---------------------------- | -------- |
| France (SNEP)                | 39       |
| Suisse (Schweizer Hitparade) | 17       |